# Hoplodrina redacta
Hoplodrina redacta là một loài bướm đêm trong họ Noctuidae.